# Liste der Stolpersteine in Egelsbach
Die Liste der Stolpersteine in Egelsbach enthält die Stolpersteine, die im Rahmen des gleichnamigen Kunst-Projekts von Gunter Demnig in Egelsbach verlegt wurden. Mit ihnen soll an die Opfer des Nationalsozialismus erinnert werden, die in Egelsbach lebten und wirkten.

## Liste der Stolpersteine
| Name             | Adresse                  | Bild | Inschrift | Verlegedatum  | Biografie und Anmerkungen |
| ---------------- | ------------------------ | ---- | --- | ------------- | ------------------------- |
| Daniel Katz      | Ernst-Ludwig-Straße 39 · |      | Hier wohnte Daniel Katz Jg. 1861 tot 31.10.1939                                                                                     | 15. Okt. 2009 |                           |
| David Katz       | Ernst-Ludwig-Straße 39 · |      | Hier wohnte David Katz Jg. 1878 Flucht 1938 Frankreich überlebt                                                                     | 15. Okt. 2009 |                           |
| Pauline Katz     | Ernst-Ludwig-Straße 39 · |      | Hier wohnte Pauline Katz Jg. 1900 deportiert 12.11.1941 Minsk ermordet 17.11.1941                                                   | 15. Okt. 2009 |                           |
| Ludwig Bacharach | Ernst-Ludwig-Straße 39 · |      | Hier wohnte Ludwig Bacharach Jg. 1892 Flucht 1939 Frankreich interniert Gurs tot an Folgen 4.4.1940                                 | 15. Okt. 2009 |                           |
| Gutta Bacharach  | Ernst-Ludwig-Straße 39 · |      | Hier wohnte Gutta Bacharach geb. Katz Jg. 1896 deportiert 1943 Auschwitz ermordet                                                   | 15. Okt. 2009 |                           |
| Ida Strauss      | Ernst-Ludwig-Straße 39 · |      | Hier wohnte Ida Strauss geb. Katz Jg. 1902 deportiert 12.11.1941 Minsk ermordet 17.11.1941                                          | 15. Okt. 2009 |                           |
| Hugo Eisemann    | Ernst-Ludwig-Straße 39 · |      | Hier wohnte Hugo Eisemann Jg. 1892 deportiert 12.11.1941 Minsk ermordet 17.11.1941                                                  | 15. Okt. 2009 |                           |
| Johanna Eisemann | Ernst-Ludwig-Straße 39 · |      | Hier wohnte Johanna Eisemann geb. Katz Jg. 1895 deportiert 12.11.1941 Minsk ermordet 17.11.1941                                     | 15. Okt. 2009 |                           |
| Manfred Eisemann | Ernst-Ludwig-Straße 39 · |      | Hier wohnte Manfred Eisemann Jg. 1923 deportiert 12.11.1941 Minsk ermordet 17.11.1941                                               | 15. Okt. 2009 |                           |
| Emma Eisemann    | Ernst-Ludwig-Straße 39 · |      | Hier wohnte Emma Eisemann Jg. 1925 deportiert 12.11.1941 Minsk ermordet 17.11.1941                                                  | 15. Okt. 2009 |                           |
| Alice Bacharach  | Ernst-Ludwig-Straße 39 · |      | Hier wohnte Alice Bacharach Jg. 1931 Flucht 1939 Schweiz überlebt                                                                   | 15. Okt. 2009 |                           |
| Edith Bacharach  | Ernst-Ludwig-Straße 39 · |      | Hier wohnte Edith Bacharach Jg. 1936 deportiert 1943 Auschwitz ermordet                                                             | 15. Okt. 2009 |                           |
| Thekla Lehmann   | Schulstraße 50 ·         |      | Hier wohnte Thekla Lehmann Jg. 1897 deportiert 1942 Piaski ermordet 25.3.1942                                                       | 13. Okt. 2010 |                           |
| Dina Simon       | Schulstraße 50 ·         |      | Hier wohnte Dina Simon geb. Lehmann Jg. 1885 Flucht 1938 USA überlebt                                                               | 13. Okt. 2010 |                           |
| Erich Simon      | Schulstraße 50 ·         |      | Hier wohnte Erich Simon Jg. 1920 Flucht 1937 USA überlebt                                                                           | 13. Okt. 2010 |                           |
| Siegfried Simon  | Schulstraße 50 ·         |      | Hier wohnte Siegfried Simon Jg. 1913 Flucht 1937 USA überlebt                                                                       | 13. Okt. 2010 |                           |
| Isaak Simon      | Schulstraße 50 ·         |      | Hier wohnte Isaak Simon Jg. 1881 Flucht 1938 USA überlebt                                                                           | 13. Okt. 2010 |                           |
| Gustav Reis      | Woogstraße 5 ·           |      | Hier wohnte Gustav Reis Jg. 1881 deportiert 1942 Auschwitz ermordet                                                                 | 15. Okt. 2009 |                           |
| Erna Reis        | Woogstraße 5 ·           |      | Hier wohnte Erna Reis Jg. 1905 deportiert 1942 Auschwitz ermordet                                                                   | 15. Okt. 2009 |                           |
| Theodor Reis     | Woogstraße 5 ·           |      | Hier wohnte Theodor Reis Jg. 1928 Kindertransport Frankreich Kinderheim Izieu 6.4.1944 Überfall von SS erschossen Mai 1944 im Osten | 15. Okt. 2009 |                           |
| Johanna Reis     | Woogstraße 5 ·           |      | Hier wohnte Johanna Reis geb. Oppenheim Jg. 1882 deportiert 1942 Auschwitz ermordet                                                 | 15. Okt. 2009 |                           |